# Kobilja Glava
Kobilja Glava es una población rural de la municipalidad de Vogošća, en Bosnia y Herzegovina.

## Demografía
Hasta 2013 la población era de 3092 habitantes.